# Brienne-le-Château (tổng)
Tổng Brienne-le-Château là một tổng của Pháp nằm ở tỉnh Aube trong vùng Grand Est.
Tổng này được tổ chức xung quanh Brienne-le-Château ở quận Bar-sur-Aube. 

## Hành chính
| Giai đoạn | Ủy viên        | Đảng | Tư cách                       |
| --------- | -------------- | ---- | ----------------------------- |
| 2001-2010 | Nicolas Dhuicq | UMP  | Thị trưởng Brienne-le-Château |

## Các đơn vị hành chính
Tổng Brienne-le-Château bao gồm 25 xã với dân số 7 590 người (điều tra năm 1999, dân số không tính trùng).
| Xã                           | Dân số | Mã bưu chính | Mã insee |
| ---------------------------- | ------ | ------------ | -------- |
| Bétignicourt                 | 37     | 10500        | 10044    |
| Blaincourt-sur-Aube          | 87     | 10500        | 10046    |
| Blignicourt                  | 55     | 10500        | 10047    |
| Brienne-la-Vieille           | 420    | 10500        | 10063    |
| Brienne-le-Château           | 3 336  | 10500        | 10064    |
| Courcelles-sur-Voire         | 25     | 10500        | 10105    |
| Dienville                    | 747    | 10500        | 10123    |
| Épagne                       | 102    | 10500        | 10138    |
| Hampigny                     | 241    | 10500        | 10171    |
| Lassicourt                   | 54     | 10500        | 10189    |
| Lesmont                      | 301    | 10500        | 10193    |
| Maizières-lès-Brienne        | 163    | 10500        | 10221    |
| Mathaux                      | 190    | 10500        | 10228    |
| Molins-sur-Aube              | 85     | 10500        | 10243    |
| Pel-et-Der                   | 141    | 10500        | 10283    |
| Perthes-lès-Brienne          | 49     | 10500        | 10285    |
| Précy-Notre-Dame             | 68     | 10500        | 10303    |
| Précy-Saint-Martin           | 223    | 10500        | 10304    |
| Radonvilliers                | 367    | 10500        | 10313    |
| Rances                       | 40     | 10500        | 10315    |
| Rosnay-l'Hôpital             | 215    | 10500        | 10326    |
| Saint-Christophe-Dodinicourt | 42     | 10500        | 10337    |
| Saint-Léger-sous-Brienne     | 344    | 10500        | 10345    |
| Vallentigny                  | 191    | 10500        | 10393    |
| Yèvres-le-Petit              | 67     | 10500        | 10445    |

## Thông tin nhân khẩu
| 1962                                                     | 1968  | 1975  | 1982  | 1990  | 1999  |
| -------------------------------------------------------- | ----- | ----- | ----- | ----- | ----- |
| 8 185                                                    | 8 958 | 8 607 | 8 474 | 8 043 | 7 590 |
| Nombre retenu à partir de 1962 : dân số không tính trùng |       |       |       |       |       |